# Pawel Petrowitsch Tschistjakow

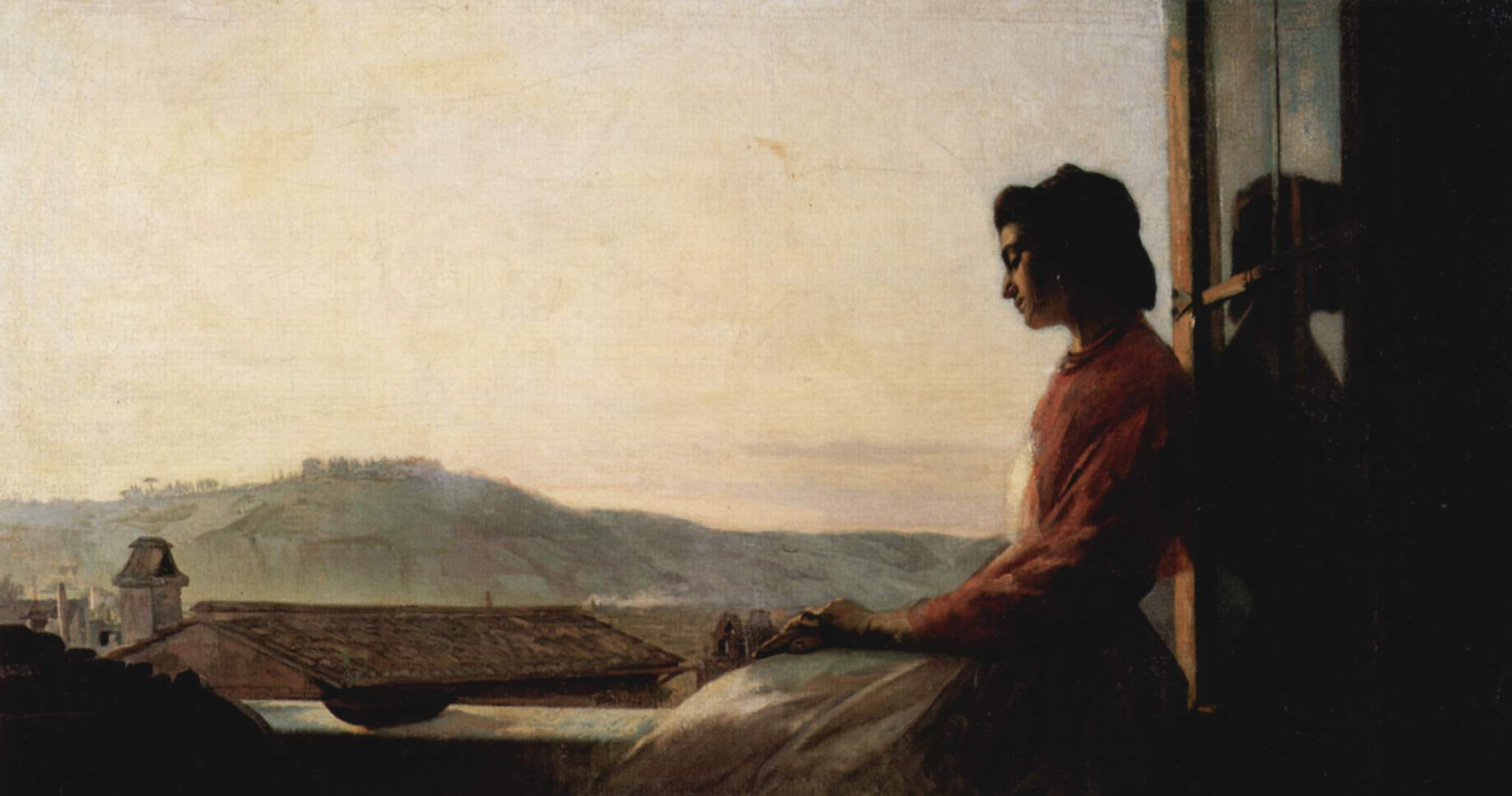
Giovannina, auf dem Fensterbrett sitzend (1864)

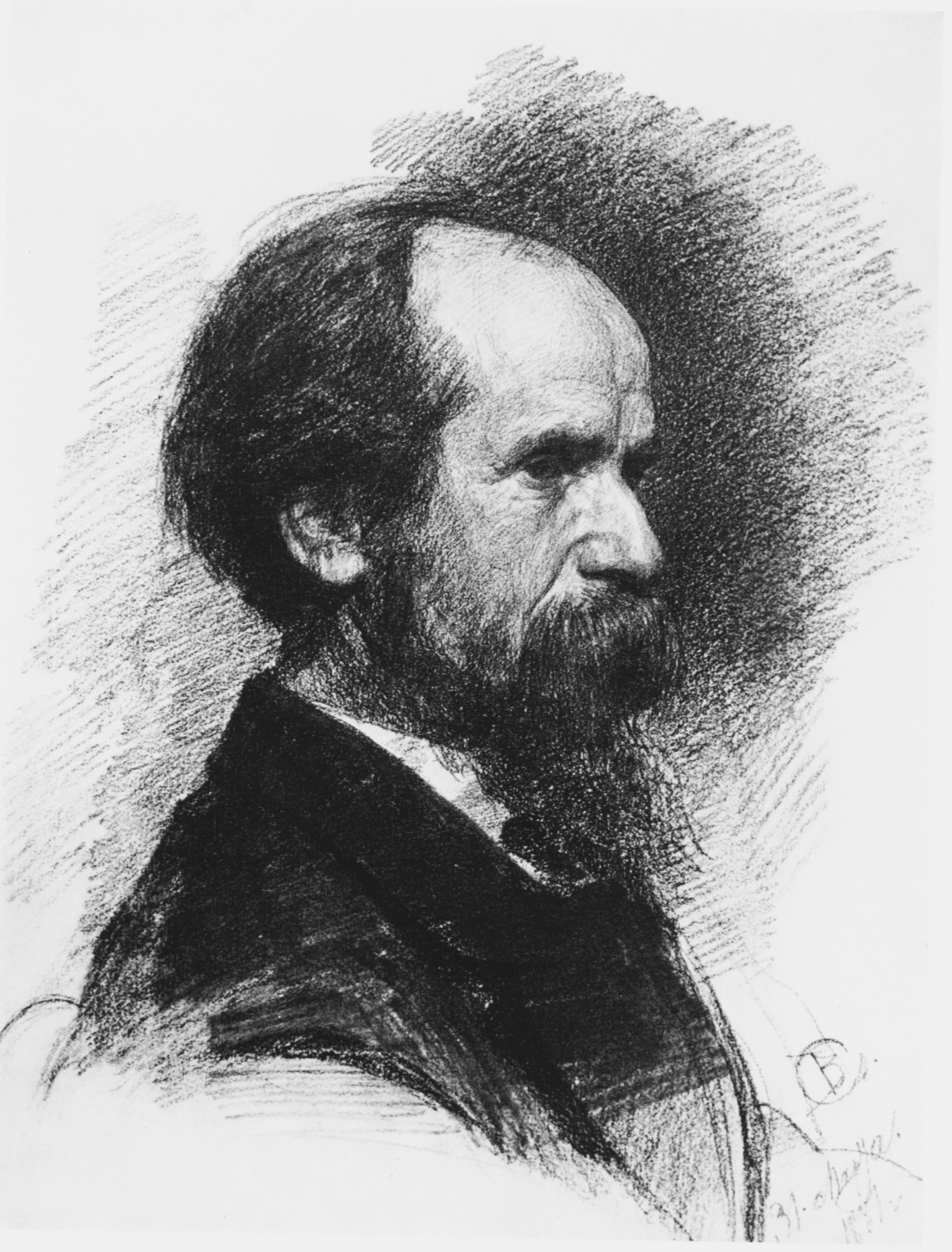
Porträt Tschistjakows von Walentin Alexandrowitsch Serow (1881)

Pawel Petrowitsch Tschistjakow (russisch Павел Петрович Чистяков, wiss. Transliteration Pavel Petrovič Čistjakov; * 23. Junijul. / 5. Juli 1832greg. in Prudy, Gouvernement Twer; † 11. November 1919 in Detskoje Selo, heute zu Sankt Petersburg) war ein russischer Maler und Pädagoge. Er machte sich vor allem auf dem Gebiet der Historienmalerei, der Porträtmalerei sowie als Maler von Genrebildern einen Namen.
Seine erste Ausbildung erhielt er in einer Wanderschule. Sein Vater, der selbst sehr einfacher Herkunft war, legte jedoch Wert auf eine gute Ausbildung seines Sohnes. Im Jahr 1849 trat Tschistjakow in die Petersburger Kunstakademie ein, wo er bei P. W. Basin lernte. Während der Zeit an der Akademie wurde er mehrfach mit Medaillen ausgezeichnet u. a. für das Bild Der Patriarch Hermogen in der Dämmerung (Патриарх Гермоген в темнице) sowie für das Bild Die Großfürstin Sofia Witorowna bei der Hochzeit des Großfürsten Wassili Temnij (Великая княгиня Софья Витовтовна на свадьбе великого князя Василия Темного). In der Zeit von 1860 bis 1864 unterrichtete er an der Zeichenschule der Petersburger Gesellschaft zur Förderung der angewandten Kunst.
1863 verließ er Russland, besuchte Deutschland und arbeitete in Paris und Rom. 1879 kehrte er nach Sankt Petersburg zurück, wo er den Grad eines Akademikers verliehen bekam. Dies geschah als Anerkennung für seine im Ausland entstandenen Werke Die Bettler in Rom (Римский нищий), Der Kopf von Tschutschara (Голова чучарки) und Der Franzose, der sich auf einen öffentlichen Ball vorbereitet (Француз, собирающийся на публичный бал).
Ab 1872 lehrte er an der Petersburger Kunstakademie. Im Jahr 1892 wurde er zum Mitglied des akademischen Rates berufen und wurde Professor der Kunsthochschule. Von 1908 bis 1910 leitete er die Meisterklasse sowie in den Jahren 1890 bis 1912 die Abteilung Mosaik.
Seine bedeutendsten Schüler waren Wiktor Michailowitsch Wasnezow, Michail Alexandrowitsch Wrubel, Wassili Dmitrijewitsch Polenow, Ilja Jefimowitsch Repin, Walentin Alexandrowitsch Serow, Alexander Gustav Hausch, Jelena Nikandrowna Klokatschowa sowie Wassili Iwanowitsch Surikow.
Tschistjakow verstarb am 11. November 1919 in der heutigen Stadt Puschkin. Die Malerin Warwara Barusdina war eine Nichte Tschistjakows.
Tschistjakow spielte in der zweiten Hälfte des 19. Jahrhunderts eine bedeutende Rolle bei der Entwicklung des Realismus in der russischen Kunst. Seine Werke sind heute überwiegend in der Tretjakow-Galerie sowie im Russischen Museum zu besichtigen.